# 鈴木健太 (裁判官)
鈴木 健太（すずき けんた、1949年（昭和24年）7月26日 - ）は、日本の元裁判官、情報公開・個人情報保護審査会委員。

## 略歴
- 1974年 4月： 東京地裁
- 1975年 7月： 最高裁判所事務総局民事局付
- 1977年 4月： 東京地裁
- 1979年 4月： 秋田地・家裁
- 1982年 4月： 東京地裁
- 1985年 4月： 甲府地・家裁
- 1989年 4月： 東京地裁
- 1991年 4月： 法務省訴訟局参事官、検事
- 1993年 4月： 法務省訴訟局行政訴訟第二課長
- 1995年 4月： 東京高等裁判所判事
- 1997年 4月： 東京地方裁判所部総括判事
- 2000年 8月： 司法研修所教官
- 2004年11月： 金沢地方裁判所所長
- 2006年12月： 静岡地方裁判所所長
- 2007年12月： 東京高等裁判所部総括判事
- 2014年5月、第2次安倍内閣により情報公開・個人情報保護審査会委員への国会同意人事案が提示され[1]、翌月に承認された[2]。
- 2014年7月：東京高等裁判所を定年退官[3]
- 2020年11月：瑞宝重光章受章[4]

## 判断した主な事件
- 2008年： 過労自殺小児科医遺族の立正佼成会に対する損害賠償請求控訴事件[5]
- 2010年： 西武鉄道の虚偽記載に伴う株価下落に対する賠償請求控訴事件[6]
- 2011年： オリンパス内部通報者の配転無効確認控訴事件[7]
- 2012年： 東京大空襲被災民間人の国家賠償請求控訴事件[8]、ほっかほっか亭のフランチャイズ契約違反によるプレナスに対する損害賠償請求控訴事件[9]
- 2013年： 酒気帯び運転教員に対する懲戒免職処分取り消し訴訟控訴事件[10]、島田紳助と吉本興業の講談社に対する損害賠償請求控訴事件[11]、鈴木宗男の伴次雄元林野庁長官虚偽証言に対する損害賠償請求控訴事件[12]、参院選比例代表選挙非拘束名簿式選挙無効事件[13]
- 2014年： Googleに対する表示差し止め及び損害賠償請求控訴事件[14]、海上自衛隊員の自殺による元隊員と国に対する損害賠償請求控訴事件[15]

## 判決に対する批判意見
- 2000年5月 - 三菱銀行連帯保証人確認訴訟
署名を偽造した人物が判明しているにも拘らず、印鑑が押されていることをもって連帯保証を認める判決として弁護士の椎名麻紗枝は批判している[16]。
- 2010年9月 - NTT西日本配転無効確認訴訟控訴審
最高裁で確定している同様同種事案の判例と異なる判決として通信産業労働組合（現・JMITU通信産業本部）は批判している[17]。
- 2012年6月 - セブンイレブン契約外業務強要訴訟控訴審
契約書に記載が無いにも拘らず、「イメージ」を損なうことを理由として契約外業務の強要を合法とする判決としてジャーナリストの三宅勝久 は批判している[18]。